# Gordon McKee (homme politique)
Gordon McKee est un homme politique britannique, membre du Parti travailliste qui est député de Glasgow Sud depuis 2024.

## Biographie
Gordon McKee est auparavant membre du groupe de réflexion Labour Together. En 2024, il travaille pour le secrétaire d'État fantôme pour l'Écosse, Ian Murray. Parmi les membres actuels du gouvernement Starmer, il est qualifié d'« étoile montante ».